# Gace de La Bigne
Gace de La Bigne est un poète normand du XIVe siècle, maître chapelain à la cour des rois de France à partir de 1348.

## Biographie

### Enfance et famille
Gace de la Bigne est né au village de la Bigne, dans le doyenné de Villers-Bocage. Il serait né vers 1310.
Il était vraisemblablement de la famille des seigneurs de La Bigne dans le diocèse de Bayeux. Il est originaire d'une famille de la  noblesse de Basse-Normandie, dont les fiefs se nommaient La Buigne, Aignaulx, Clunchamp et Buron. Ces villages sont aujourd'hui situées dans le département du Calvados. D'après le propre récit qu'il fait de sa vie, dans son poème, il apprend l'art de la fauconnerie dès son enfance, passion héritée de ses ancêtres. Il apprend la chasse assez jeune, sa famille l’y conduisant dès l’âge de neuf ans :
Et aussi que déduit d'oyseaulx
Lui faisoit porter haubereaux
Et le menoit parmi les champs
Qu'il n'avoit encor que neuf ans
ou douze ans environ
Lui fit affaicter un faulcon

### Prêtre et premier chapelain du roi de France
Il commence ses études au collège d'Harcourt à Paris. Sa famille est en effet, apparentée avec les fondateurs. Une fois ses études terminées, grâce à ses relations familiales ainsi que les amitiés qu'il a pu former lorsqu'il était à Paris, il est ordonné prêtre par le cardinal- évêque de Preneste, Pierre des Prés. Il est nommé à la cure de La Goulafrière dans l'Eure. Puis, le pape Benoit XII lui confère un canonicat à Saint-Pierre de Gerberoi, sur la recommandation de Pierre des Prés,.
Lorsqu'il devient chapelain de ce dernier, il obtient plusieurs bénéfices du Saint-Siège et l'accompagne à Avignon. Lorsque Gace quitte son protecteur, il dispose de revenus élevés, il a pu côtoyer un grand nombre de lettrés, de savants et d'artistes, il a su s'élever dans la hiérarchie des bénéfices ecclésiastiques.
Il est ensuite successivement premier chapelain (« maistre chappellain ») de trois rois de France, ce qui fait de lui à la fois un homme d'église et un homme de cour. Il reste plus de trente ans à la tête de la Chapelle royale, de 1348 à 1384. En effet, des documents d'archives concordant permettant d'affirmer que la date de son décès se trouve en l'an 1384.
Il entre au service de la Chapelle du roi sous Philippe VI. Le début de sa fonction nous est connue aujourd'hui grâce à un document d'archive qui indique la date du 14 septembre 1349 dans son rôle (« Gassio de la Buigne, cappellano dicti domini [regis] »). À partir de 1350, il est pourvu du titre de « prior capellanus domini regis », ce qui peut signifier qu'il obtient la dignité de premier chapelain, peut-être en remplacement de Denis Le Grand, nommé évêque de Senlis à cette même date.
Il poursuit son rôle jusqu'à sa mort, sous le règne de Jean II et Charles V,. En sa qualité de premier chapelain du roi, Gace de La Bigne avait pour traitement un franc d’or par jour. Plusieurs documents d'archives, conservés au Trésor royal, à la curie pontificale, et au Parlement de Paris conservent une trace des fonctions qui lui ont été confiées, ainsi que, des bénéfices et gratifications qu'il en a reçu.
Le roi Jean ayant arrêté la fondation d’une collégiale à Saint-Ouen près Paris, destina la place de Trésorier à Gace de La Bigne, et lui donna d’avance la jouissance de la terre de Lingèvres dans le canton de Balleroy qu’il avait destinée pour doter cette dignité. Mais ce roi étant mort avant que la fondation eut été effectuée, Charles V, son fils, reprit la terre de Lingèvres, et donna en dédommagement à Gace de La Bigne une pension de deux cents francs d’or à prendre sur les revenus de la vicomté de Bayeux.

### Captivité en Angleterre en compagnie du roi de France
Fait prisonnier à la bataille de Poitiers, Jean II dit « Jean le Bon », emmena avec lui son premier chapelain. Gace de La Bigne l'accompagne pendant sa captivité au château de Hereford puis à celui de Somerton. Du fait de l'échec des négociations entre Édouard III et le roi captif, des sanctions sont prises contre Jean Le Bon, notamment celle de renvoyer trente-cinq personnes de la suite du captif. C'est à ce moment que Gace de la Bigne retourne en France muni d'un sauf-conduit, après un séjour de quatre mois à Hertford.
Le roi qui, aimant passionnément la chasse, n’était pas encore sorti de prison, chargea, en 1359, Gace de composer, pour son fils Philippe, âgé de quatre ans, un ouvrage sur la chasse décrite comme inculquant l’élégance aristocratique,.

### Auteur d'un traité de chasse à destination du fils du roi de France

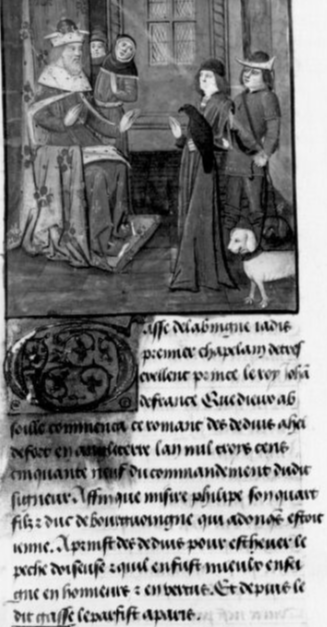
Incipit du Romant des Deduis

Gace de la Bigne est auteur d'un traité sur la chasse, à la demande du roi de France, intitulé : le Roman des deduis, dont la rédaction commence vers 1360 et est probablement achevée entre 1373 et 1377.
Il commence en Angleterre ce long ouvrage qu’il vint achever en France, après la mort du roi Jean, vers 1377.
L'ouvrage est dédiée à Philippe II le Hardi, fils du roi de commanditaire, et futur duc de Bourgogne.

### Relations
L'audiencier de la chancellerie, Eustache de Morsant, mort le 5 septembre 1373, avait désigné Gace de la Bigne comme exécuteur testamentaire. Ce qui signifie que Gace entretenait des relations avec les officiers de la Chancellerie et du Parlement. Ces relations témoignent d'une vie intellectuelle importante au Palais de la Chancellerie, qui sera amenée à se développer au cours du XVe siècle. Ainsi, la vie de Gace de la Bigne permet de mieux comprendre les relations entre les écrivains contemporains, l'existence de foyers de culture, au sein des milieux parlementaires et ecclésiastiques du Moyen-Âge.

### Mort
D'après des documents conservés aux archives du Parlement de Paris, ainsi que dans les documents laissés par ses exécuteurs testamentaires, il est possible d'affirmer que Gace de la Bigne meurt en l'an 1384.

## Ouvrage:Le roman des deduis

### Un traité sur l'art de la chasse
Le livre a été écrit dans l'objectif d'être un traité de fauconnerie et de vénerie, un manuel didactique, commandé par le roi de France et dédié à son fils. Cependant, le style didactique est celui du Moyen-Âge, c'est-à-dire que les savoir-faire expliqués sont formulés de façon allégorique. L'ouvrage prend la forme d'une plaidoirie. L'auteur s'inspire de livres issus de la littérature bourguignonne.

### Composition
Le roman est écrit en vers. L'ouvrage est divisé en deux parties. La première partie est un propos de nature allégorique, qui utilise l'art de la fauconnerie afin d'en tirer des leçons de morale, afin d'exposer les vertus et les vices. La deuxième partie est un débat entre Amour d'Oiseaux et Amour de Chiens, deux avocats de leur cause, qui dissertent pour défendre la cause de la fauconnerie pour l'un et de la vénerie pour l'autre. Vérité, permet d'établir un équilibre en arbitrant le débat. .
Dans ce poème, il révèle qu’on lui inspira dès son enfance le goût de la chasse en l’y conduisant dès l’âge de neuf ans. Et il fournit également des informations personnelles, relatives à son antique et noble origine, tant du côté paternel que du côté maternel :  
Le poète est né de Normandie
De quatre costés de lignie
Qui moult ont aimez les oyseaux,
De ceux de la Bigne et d’Aigneaux
Et de Clinchamp et de Buron
Issit le prestre dont parlon.
Si ne doit nul se merveiller
Si les oyseaulx il a bien cher
Quant ainsi il est enclinez
Naturement de tous costez,
Car souvent choses engendrables
Engendrent choses resemblables.
Il y ajoute également des informations relatives à son rôle auprès des rois de France :
Car a servy trois rois de France
En leur chapelle souverain
De tous trois maistre chapelain

### Différentes éditions
Le Roman des deduis a été réédité plusieurs fois :
- L'édition originale est conservé à Bibliothèque nationale de France dans le département des Manuscrits : Gace de la Bigne, Le Romant des Deduis (manuscrit - Vélin, miniatures - Cote : Français 1615), entre 1401 et 1500 (lire en ligne)

- Première réédition : Phebus, des deduiz de la chasse des bestes sauvaiges et des oyseaux de proye : Suivi du Poème de Gace de la Bigne sur la chasse, Antoine Vérard, 1507 (BNF 30485679, lire en ligne). Le lien lire en ligne renvoie directement vers le poème de Gace de la Bigne situé à la fin.

- Seconde réédition : Phebus des Deduitz de la chasse des bestes sauvages et des oyseaulx de proye : Poème sur la chasse à l'oiseau et la vénerie, Jean Trepperel, entre 1507 et 1511 (BNF 30472702)

- Réédition contemporaine : Gace de la Buigne et Åke Blomqvist (éditeur scientifique), Le Roman des deduis, édition critique d'après tous les manuscrits, Karlshamn, E. G. Johanssons Boktryck, 1951 (BNF 31827310)

### Le poème successivement effacé lors des rééditions
Le premier éditeur, Antoine Verard, mit en tête du volume l’ouvrage de Gaston Fébus intitulé Livre de chasse, sur les déduits de la chasse des bêtes sauvages, avant celui de Gace de La Bigne. Puis, pour faire attribuer plus facilement au premier les deux ouvrages réunis, il supprima les vers cités ci-dessus, dans lesquels La Bigne fait connaître son origine, et tous ceux qui renferment des détails sur les différentes circonstances de sa vie.
La seconde édition de Jean Treperel et la troisième de Philippe-le-Noir sont des copies de celle qu’Antoine Vérard avait altéré. Si quelques biographes ont, par ignorance, altéré le nom de l’auteur sur ces éditions, les éditeurs le supprimèrent, en revanche, avec mauvaise foi en publiant son ouvrage. En effet l'éditeur Antoine Verard voulait augmenter les ventes en faisant apparaitre sur la couverture un nom illustre, ce qui était le cas de Gaston Phoebus, réputé pour sa meute de 1 600 chiens.

## Blasonnement
D'après son sceau, figurant au bas d'une quittance, il blasonnait : une fasce chargée d'une étoile et accompagnée de trois besants ou tourteaux.

## Hommages
Une plaque commémorative a été installée en son honneur dans l'église de la Goulafrière en 1913.

## Famille

Blason de la famille de La Bigne

Gustave Chaix d'Est-Ange écrit que Gace de la Bigne appartient vraisemblablement à la famille de la Bigne mais il précise que la filiation certaine de cette famille débute plus tardivement, avec Bertrand de la Bigne, écuyer, en 1492. Il ajoute que Robert de la Bigne, fils de Bertrand, a été anobli en 1522 et que ses descendants ont obtenu plusieurs maintenues en la noblesse.
La famille de La Bigne a toujours été distinguée au service soit de l’État, soit de la république des lettres : Nicolas de la Bigne était en 1405 panetier du dauphin, et grand maître des eaux et forêts de Normandie ; Marguerin de La Bigne, professeur en théologie, fut recteur de l’université de Caen en 1494, chanoine de Bayeux, curé de Rully et de Talevende ; il mourut en 1523 ; un second Marguerin de La Bigne, seigneur de Lambosne, mort en 1557, fut chanoine et official de Bayeux et abbé d’Ardenne ; enfin un troisième Margarin de La Bigne, chanoine et scholastique de Bayeux, fut grand doyen du Mans, député aux États généraux de 1576-1577 et aux États de Normandie en 1591. C’est à lui qu’on doit la grande Bibliothèque des Pères et autres ouvrages intéressants.
Marcel de La Bigne, né vers 1665, resta longtemps au service du roi, mort à Louvigné-du-Désert (Ille-et Vilaine). Augustin de La Bigne, docteur en droit à Rennes, conseiller à la cour royale en 1816.
François Etienne Michel, marquis de La Bigne né en 1742 fut écuyer des rois Louis XV et Louis XVI et commanda le premier manège royal à Versailles. Il fit le pari de mettre plus d'une heure à traverser la place d'armes à Versailles au galop ralenti et réussit cet exploit surs son cheval Campeador embouché d'un ruban de soie.
Les recherches plus récentes permettent de remonter la filiation jusqu'à Baudoin de la Bigne, seigneur du Theil, né en 1230.
La famille de la Bigne est signalée dès le XIe siècle,.